# Visitara charitopis
Visitara charitopis är en fjärilsart som beskrevs av Louis Beethoven Prout 1931. Visitara charitopis ingår i släktet Visitara och familjen mätare. Inga underarter finns listade i Catalogue of Life.